# Commandement de la cyberdéfense
Le Commandement de la cyberdéfense (COMCYBER), placé sous l'autorité du Chef d'État-Major des armées rassemble à compter du 1er janvier 2017 l'ensemble des forces de cyberdéfense des armées françaises sous une même autorité opérationnelle, permanente et interarmées. Le COMCYBER est responsable de la protection des systèmes d’information placés sous la responsabilité du chef d’état-major des armées, de la conduite de la défense des systèmes d’information du ministère (à l’exclusion de ceux de la DGSE et DRSD) et de la conception, de la planification et de la conduite des opérations militaires de cyberdéfense, sous l’autorité du sous-chef d’état-major « opérations ». Il est également responsable de la préparation de l’avenir et de la politique RH du domaine cyber.
Le COMCYBER assiste et conseille le ministre des Armées dans son domaine de compétence.
Pour remplir ses missions, le COMCYBER a consolidé son organisation autour de deux structures  :
La première, à Paris, est composée d’un état-major de la cyberdéfense (EM-CYBER) et constitue l’échelon de commandement, d’orientations stratégiques, de conception et de conduite des opérations, via le centre opérationnel cyber (CO-CYBER).
La deuxième est le Groupement de la cyberdéfense des armées (GCA), qui a été créé le 1er septembre 2020. Basé à Saint-Jacques de la Lande, dans le premier bâtiment dédié à la cyber « Commandant Roger Baudouin », cet organisme interarmées est le lieu de développement et de mise en commun des compétences en cyberdéfense, en regroupant les centres spécialisés en cyberdéfense  :
- le Centre d’Analyse en Lutte Informatique Défensive (CALID) ;
- le Centre d'Audits de la Sécurité des Systèmes d'Information (CASSI) ;
- le Centre des Homologations Principales Interarmées (CHPI) ;
- le Centre Cyber de Préparation Opérationnelle (C2PO).

## Organisation

### Modèle français de cyberdéfense
La France a fait le choix d’un système séparant strictement les capacités et missions défensives et les capacités et missions offensives, contrairement au modèle anglo-saxon. Selon la nomenclature proposée par la Revue stratégique de cyberdéfense, les six missions de la cyberdéfense française sont les suivantes : prévention, anticipation, protection, détection, attribution et réaction (actions de remédiation technique, pression des infractions, actions militaires).
Le modèle français repose sur les principaux acteurs :
- l'Agence nationale de la sécurité des systèmes d’information (ANSSI), responsable de la cyber-protection et de la lutte informatique défensive (LID) de l’État.
- par délégation, le Commandement de la cyberdéfense (COMCYBER) est chargé de la LID sur le périmètre du ministère des Armées.
- des services spécialisés de renseignement du ministère des Armées (DGSE, DRSD, DRM) et du ministère de l’Intérieur (DGSI). La DRSD contribue à la LID avec une mission de contre-ingérence cyber sur le périmètre du ministère et dans l'industrie de défense, la DRM collecte du renseignement d'intérêt militaire d'origine cyber et la DGSE procède à des actions cyber offensives.

Le COMCYBER s'appuie entre autres, pour la production de contenus dans la guerre de l'information, sur le Centre interarmées des actions sur l’environnement (CIAE), basé à Lyon.

### Doctrine
Partant du principe que « le champ informationnel (…) est un lieu de compétition stratégique [...]. L’information fausse, manipulée ou subvertie, c’est une arme », les actions de la guerre de l'information doivent s'effectuer cependant dans le respect de la charte des Nations unies et du droit international humanitaire.
En octobre 2021, la doctrine évolue pour assumer, au-delà de la veille informationnelle, la possibilité de diffuser de fausses informations afin de tromper l'adversaire, ou de « convaincre les acteurs d’une crise d’agir dans le sens souhaité ».

### Effectifs du COMCYBER
Le COMCYBER exerce une tutelle opérationnelle sur près de 3500 cyber-combattants au sein du ministère. Sur la période Loi de programmation militaire 2014-2019, les effectifs du cyber ont doublé (atteignant 3 200 personnes au total) et sur l’exercice Loi de programmation militaire 2019 – 2025, ce sont plus de 1000 cyber-combattants qui viendront grossir les rangs. Néanmoins, sur un total de 4 600 postes en 2023, seuls 3 502 sont comptabilisés comme « armés », ce qui représente un déficit de près de 1 100 emplois non pourvus.

### Coordination nationale
Le COMCYBER s'inscrit dans une démarche cyber purement opérationnelle, en complémentarité des organismes existants sans toutefois être séparé de ceux-ci. Le COMCYBER « a pour tâche de coordonner, sous l’autorité directe du Chef d’État-Major des Armées l’ensemble de l’action numérique des armées. » 
Ainsi, l'Agence nationale de la sécurité des systèmes d'information (ANSSI), relevant du Premier ministre, poursuit sa mission de manœuvre générale de protection des infrastructures vitales du pays, tandis que la Direction générale de l'armement (DGA), sous l'autorité du Ministre des Armées, est toujours chargée auprès des armées de l’ingénierie technique et de l’acquisition des technologies et équipements. Le COMCYBER se voit lui confier le commandement des opérations militaires dans le cyberespace.

## Liste des officiers généraux commandant de la cyberdéfense (depuis 2017)
- Vice-amiral Arnaud Coustilliere[7] (2011-2017), OG CYBER de la structure pré-figuratrice.
- Général de corps d'armée Olivier Bonnet de Pailleret (septembre 2017 - août 2019)
- Général de division aérienne Didier Tisseyre (septembre 2019 - août 2022)[8]
- Général de corps d'armée Aymeric Bonnemaison (septembre 2022 - ...)[9]